# Dendrobium wangliangii
Dendrobium wangliangii là một loài thực vật có hoa trong họ Lan. Loài này được G.W.Hu, C.L.Long & X.H.Jin mô tả khoa học đầu tiên năm 2008.